# Bembanitieni Traoré
Bembanitieni Traoré (em francês: Bembanitiéni) foi general do Reino de Quenedugu ativo no reinado do fama Babemba Traoré (r. 1893–1898). Era filho de Daúda (r. 1860–1862).

## Vida
Bembanitieni aparece pela primeira vez em 1894, quando participou numa expedição bem-sucedida ao lado de Babemba, Queletigui, e Culundiu para resgatar Uairimé de Nielé. Em 1896, participou da expedição mal-sucedida contra os gualas. Em 1898, Bembanitieni foi enviado numa missão diplomática para Caies supostamente para protestar contra o governador suas boas disposições, mas para os franceses sua missão tinha como real intenção descobrir os movimentos deles para que Babemba soubesse quais passos tomar. Mais adiante nesse ano, Bambanitieni participou no Cerco de Sicasso conduzido pelos franceses e esteve na força de ronda organizada por Babemba para diariamente inspecionar a cidade.